# 黒く塗られたYesterday/ROSE
『黒く塗られたYesterday/ROSE』（くろくぬられたイエスタデイ、ローズ）は小幡洋子がLOOK OUTというグループで1989年3月21日に日本コロンビアから発売されたシングル。10CA-8167>。

## 概要
YOCO & LOOK OUTがメンバーに花岡英樹を迎えて新スタートを切っての新シングルで小幡洋子にとっては3年ぶりの4枚目のシングルである。

## 収録内容
| 全作詞: 小幡洋子、全編曲: 神長弘一、須貝幸生。 |                           |           |                    |      |
| #                                              | タイトル                  | 作詞      | 作曲               | 時間 |
| 1.                                             | 「黒く塗られたYesterday」 | 小幡洋子  | 井上龍仁、須貝幸生 | 3:58 |
| 2.                                             | 「ROSE」                  | 小幡洋子  | 須貝幸生           | 3:42 |
| 合計時間:                                      | 合計時間:                 | 合計時間: | 7:40               |      |

- ボーカル：小幡洋子
- ラム：花岡英樹

## 収録アルバム
- ROSE-B∀D（両曲とも、1989年4月21日）